# Aeroportul Bouaké
Aeroportul Bouaké (IATA: BYK, ICAO: DIBK) este un aeroport din Coasta de Fildeș ce deservește zona Bouaké. Aeroportul a fost tranzitat în 2020 de 5.352 de pasageri. A fost numit după zona deservită.
Situat la o altitudine de 375 m, aeroportul dispune de o singură pistă.